# Anantnag
Anantnag là một thị xã và là nơi đặt ủy ban khu vực thị xã (town area committee) của quận Anantnag thuộc bang Jammu và Kashmir, Ấn Độ.

## Địa lý
Anantnag có vị trí 33°44′B 75°09′Đ / 33,73°B 75,15°Đ Nó có độ cao trung bình là 1601 mét (5252 feet).

## Nhân khẩu
Theo điều tra dân số năm 2001 của Ấn Độ, Anantnag có dân số 63.437 người. Phái nam chiếm 55% tổng số dân và phái nữ chiếm 45%. Anantnag có tỷ lệ 60% biết đọc biết viết, cao hơn tỷ lệ trung bình toàn quốc là 59,5%: tỷ lệ cho phái nam là 69%, và tỷ lệ cho phái nữ là 49%. Tại Anantnag, 10% dân số nhỏ hơn 6 tuổi.